# PMD 85

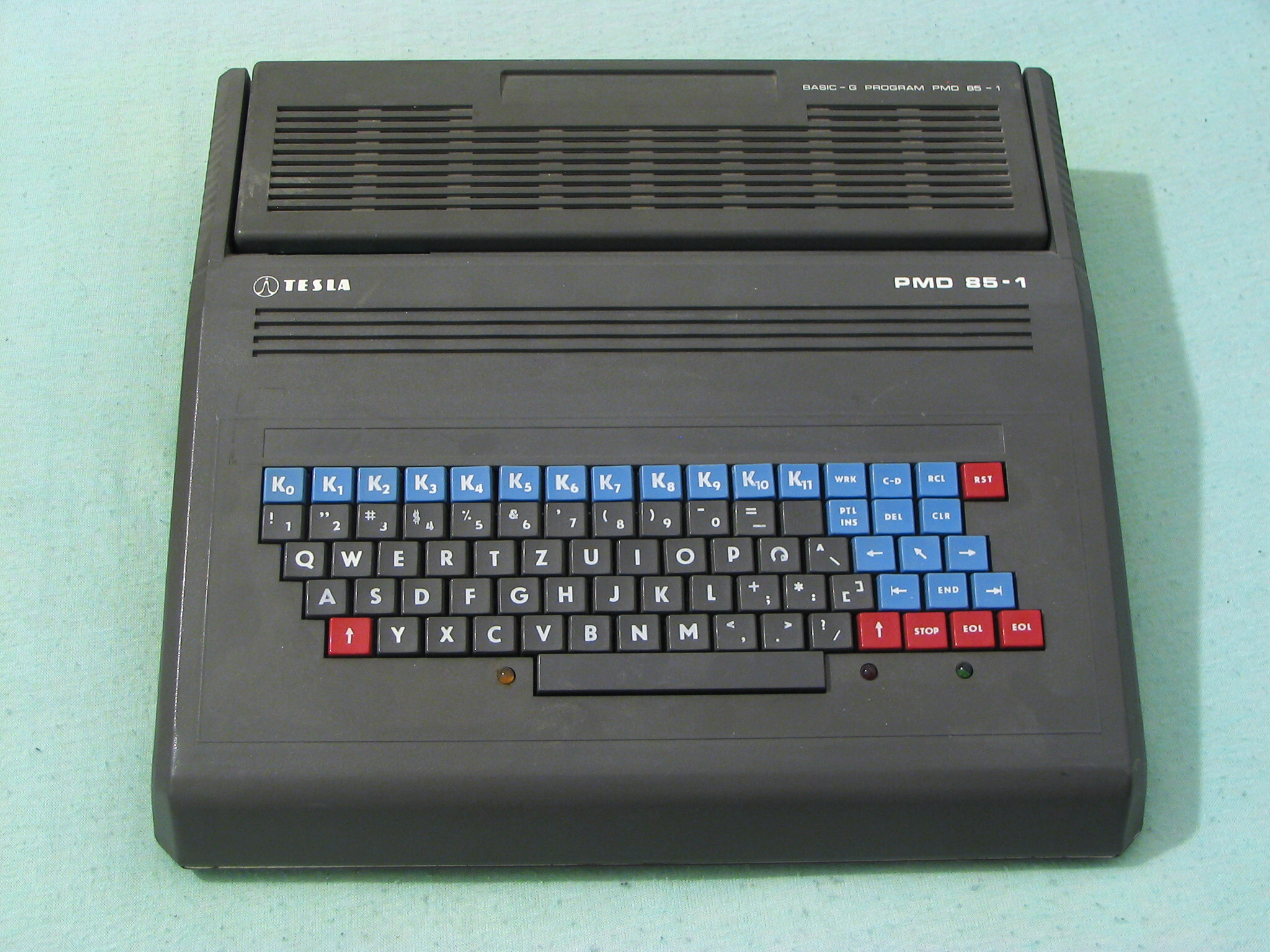
8bitový počítač Tesla PMD 85-1

PMD 85 (Piešťanský Mikropočítač Displejový) byl 8bitový osobní počítač vyráběný od roku 1985 firmou Tesla Piešťany a Bratislava v bývalém Československu pod vedením Ing. Romana Kišše. Byl určen především pro použití ve školství, převážně na Slovensku, v Česku podobnou úlohu plnil technologicky zastaralejší IQ 151. První verze PMD 85 byly známé svými problémy s přehříváním. Po roce 1989 byla výroba ukončena. Na PMD 85 vznikaly první československé videohry, stejně tak na ZX Spectrum a na Atari.

## Specifikace
- Procesor MHB 8080A 2,048 MHz
- RAM: 48 KB (model 1 a 2), 64 KB (model 2A a 3)
- ROM: 4 KB (modely 1, 2 a 2A) a 8 KB (model 3)
- systémový monitor
- záznam programů na standardní magnetofon
- možnost připojit rychlé páskové (KZD-1) a disketové (MFD-85, PMD-30, PMD-32) záznamové zařízení
- možnost připojení periferního zařízení „Želva“ = obdobné myši s kuličkou nahoře – vzhled připomíná želvu.
- výstup na TV, video výstup a RGB výstup
- rozlišení displeje 288×256 bodů
- 1 ze 4 barev na černém pozadí pro šestici bodů vedle sebe (na TV výstupu snížený jas a blikání)
- rozhraní pro ROM modul. ROM modul s programovacím jazykem BASIC byl standardní součástí počítače, ale vyvinutých a vyráběných bylo více modulů, například modul s Pascalem, Logem a jiné.

## Verze

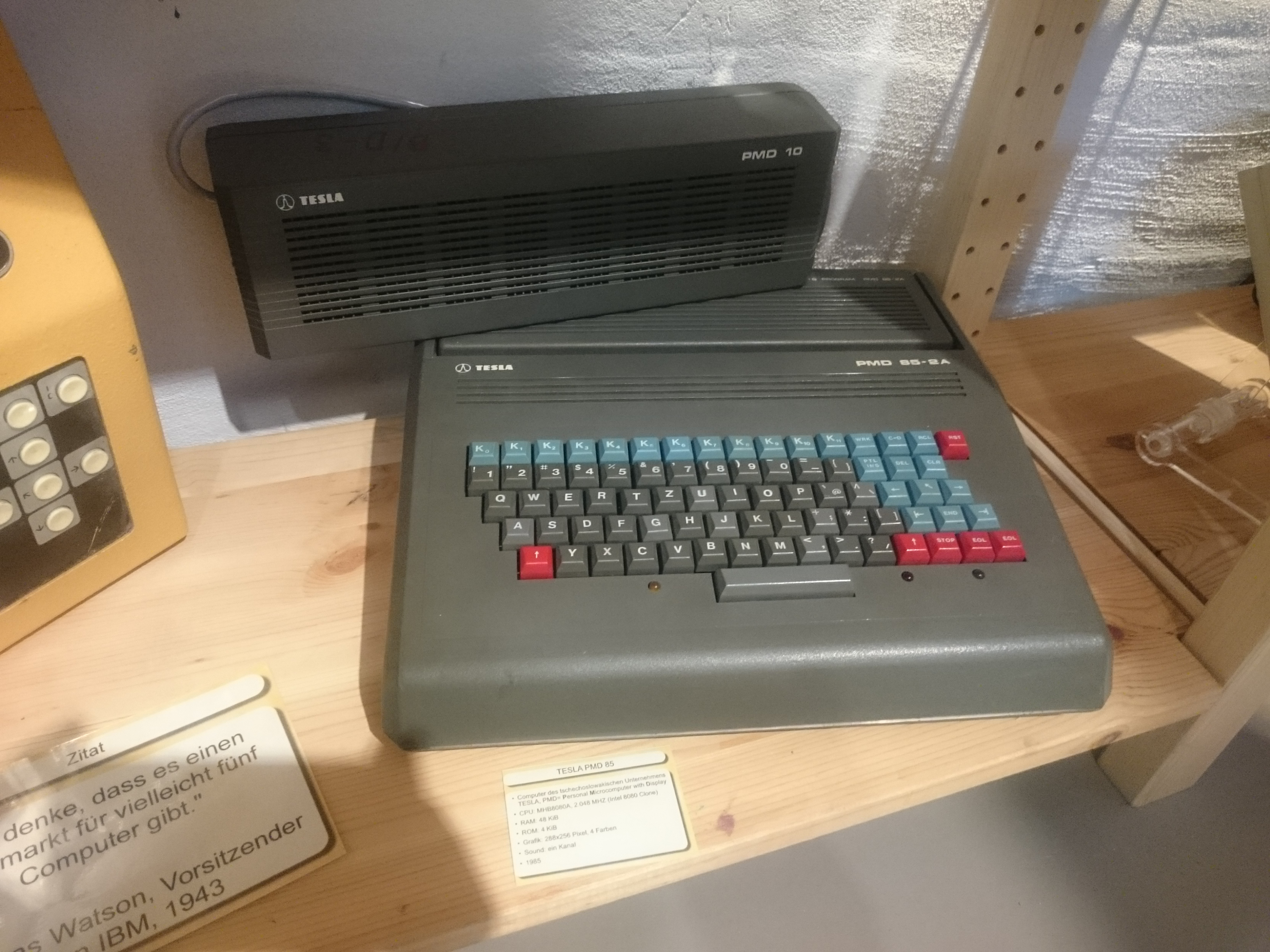
Tesla PMD 85-2A

- PMD 85-1 – 1985, Tesla Piešťany, původní typ
- PMD 85-2 – 1986, Tesla Piešťany, pozměněno vnitřního zapojení, klávesnice a programové vybavení
- PMD 85-2A – 1987, Tesla Bratislava, větší paměť RAM 64 KB, která se méně přehřívala
- PMD 85-3 – 1988, Tesla Bratislava, větší paměť ROM 8 KB, barevný modulátor, nové řešení mikroprocesorové desky [2]

## Klony a podobné
Kromě samotného PMD 85 se v této době vyráběly i počítače kompatibilní s PMD 85. Ve výrobním družstvě Didaktik (cs) Skalica to byly počítače Didaktik Alfa, Didaktik Alfa 2 a Didaktik Beta. V družstvě Štátny majetok Závadka nad Hronom zase počítač MAŤO.
V továrně Zbrojovka Brno se koncem 80. a začátkem 90. let 20. století vyráběl Consul 2717, nazývaný též „Zbrojováček“, který byl kompatibilní s PMD85-2. Byla to vlastní konstrukce tohoto významného výrobce periferních zařízení: diskových záznamových zařízení, klávesnic, jehličkových tiskáren a zařízení na předzpracování dat pro celou RVHP.[zdroj?] Každopádně první Zbrojováček byl udělán daleko dřív, než cokoliv Tesla začala dělat – bylo to externí pracoviště pro PPPD Consul 271x a z toho vycházející stolní model Consul 2715 – z něho zkompletováním a zkombinováním a též ořezáním některých dílů vznikl Zbrojováček Consul 2717.[zdroj?]